# Karpàsia

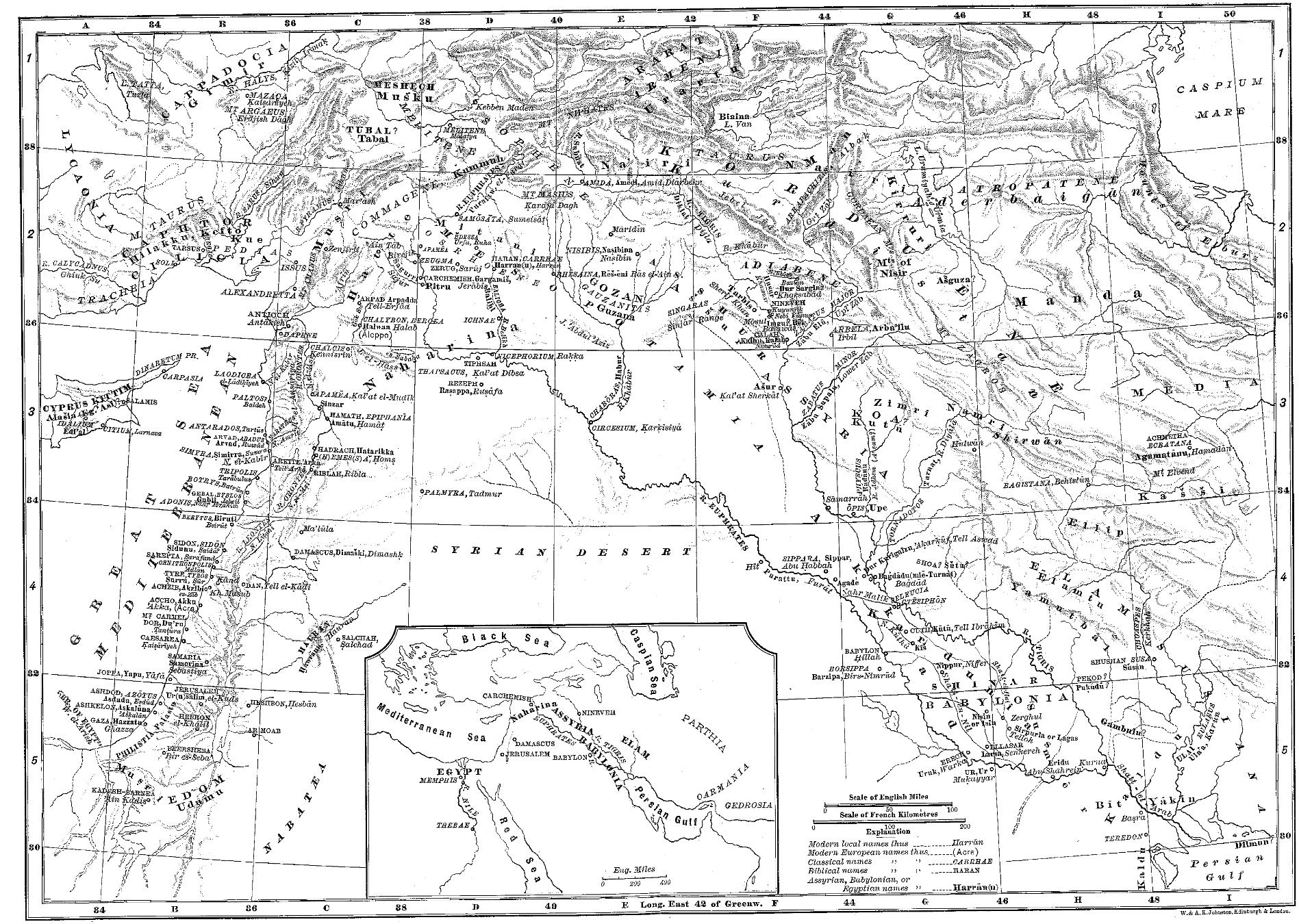
Karpàsia (B4).

Karpàsia fou una ciutat de Xipre al nord-est de l'illa, suposadament fundada per Pigmalió de Tir.
Fou conquerida per Demetri Poliorcetes junt amb la veïna ciutat d'Urània. Les seves restes es veuen a la ciutat de Carpas.